# Villars (Eure-et-Loir)
Pour les articles homonymes, voir Villars.
Villars est une commune française située dans le département d'Eure-et-Loir en région Centre-Val de Loire.

## Géographie

### Situation

Situation géographique
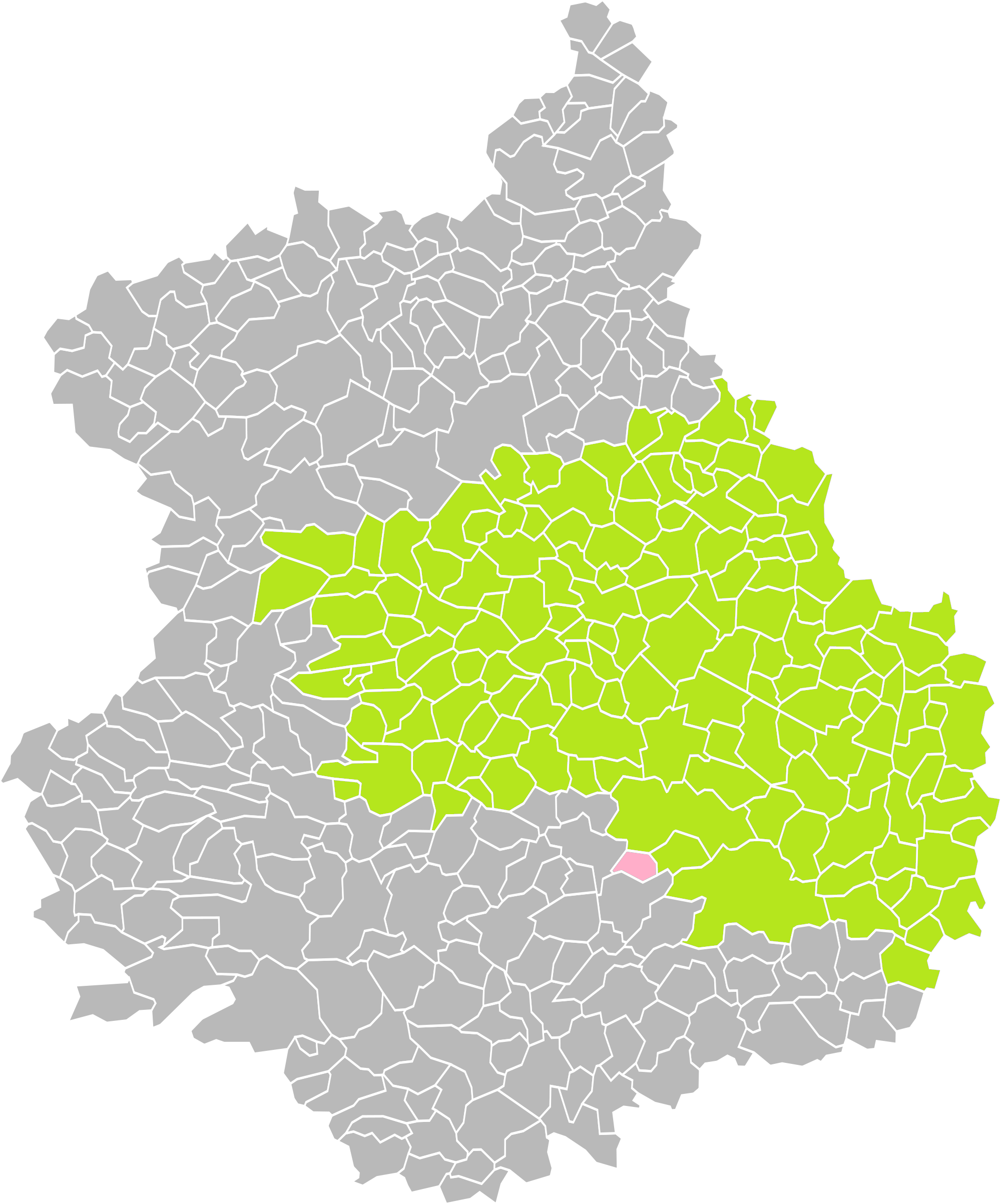
Villars dans son arrondissement.
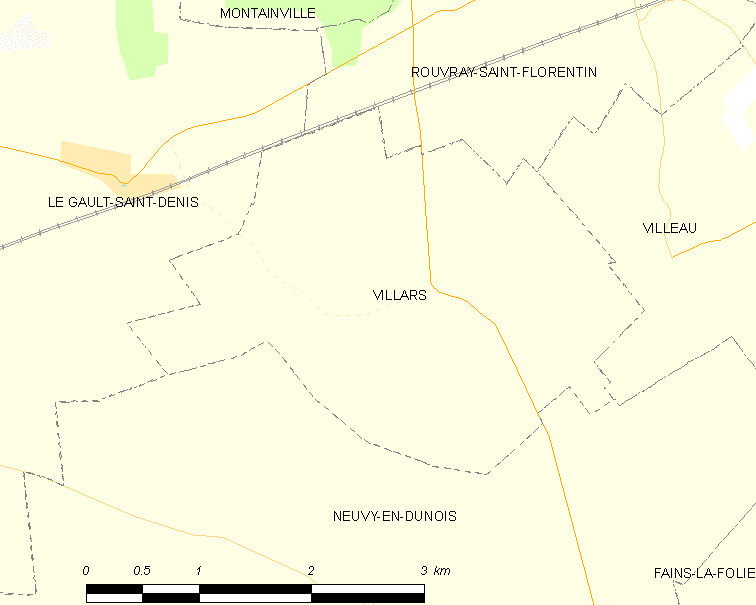
Carte de la commune de Villars.

### Communes limitrophes
| Le Gault-Saint-Denis | Rouvray-Saint-Florentin | Villeau        |
|                      | Villars                 |                |
| Neuvy-en-Dunois      |                         | Fains-la-Folie |

### Climat
Pour des articles plus généraux, voir Climat du Centre-Val de Loire et Climat d'Eure-et-Loir.
En 2010, le climat de la commune est de type climat océanique dégradé des plaines du Centre et du Nord, selon une étude du CNRS s'appuyant sur une série de données couvrant la période 1971-2000. En 2020, Météo-France publie une typologie des climats de la France métropolitaine dans laquelle la commune est exposée à un climat océanique altéré et est dans une zone de transition entre les régions climatiques « Sud-ouest du bassin Parisien » et « Moyenne vallée de la Loire ». 
Pour la période 1971-2000, la température annuelle moyenne est de 10,7 °C, avec une amplitude thermique annuelle de 15,1 °C. Le cumul annuel moyen de précipitations est de 628 mm, avec 10,5 jours de précipitations en janvier et 7,4 jours en juillet. Pour la période 1991-2020, la température moyenne annuelle observée sur la station météorologique de Météo-France la plus proche, sur la commune de Pré-Saint-Évroult à 8 km à vol d'oiseau, est de 11,3 °C et le cumul annuel moyen de précipitations est de 592,2 mm,. Pour l'avenir, les paramètres climatiques de la commune estimés pour 2050 selon différents scénarios d'émission de gaz à effet de serre sont consultables sur un site dédié publié par Météo-France en novembre 2022.

## Urbanisme

### Typologie
Au 1er janvier 2024, Villars est catégorisée commune rurale à habitat dispersé, selon la nouvelle grille communale de densité à 7 niveaux définie par l'Insee en 2022.
Elle est située hors unité urbaine. Par ailleurs la commune fait partie de l'aire d'attraction de Chartres, dont elle est une commune de la couronne,. Cette aire, qui regroupe 117 communes, est catégorisée dans les aires de 50 000 à moins de 200 000 habitants,.

### Occupation des sols
L'occupation des sols de la commune, telle qu'elle ressort de la base de données européenne d’occupation biophysique des sols Corine Land Cover (CLC), est marquée par l'importance des territoires agricoles (100 % en 2018), une proportion identique à celle de 1990 (100 %). La répartition détaillée en 2018 est la suivante : 
terres arables (100 %). L'évolution de l’occupation des sols de la commune et de ses infrastructures peut être observée sur les différentes représentations cartographiques du territoire : la carte de Cassini (XVIIIe siècle), la carte d'état-major (1820-1866) et les cartes ou photos aériennes de l'IGN pour la période actuelle (1950 à aujourd'hui).

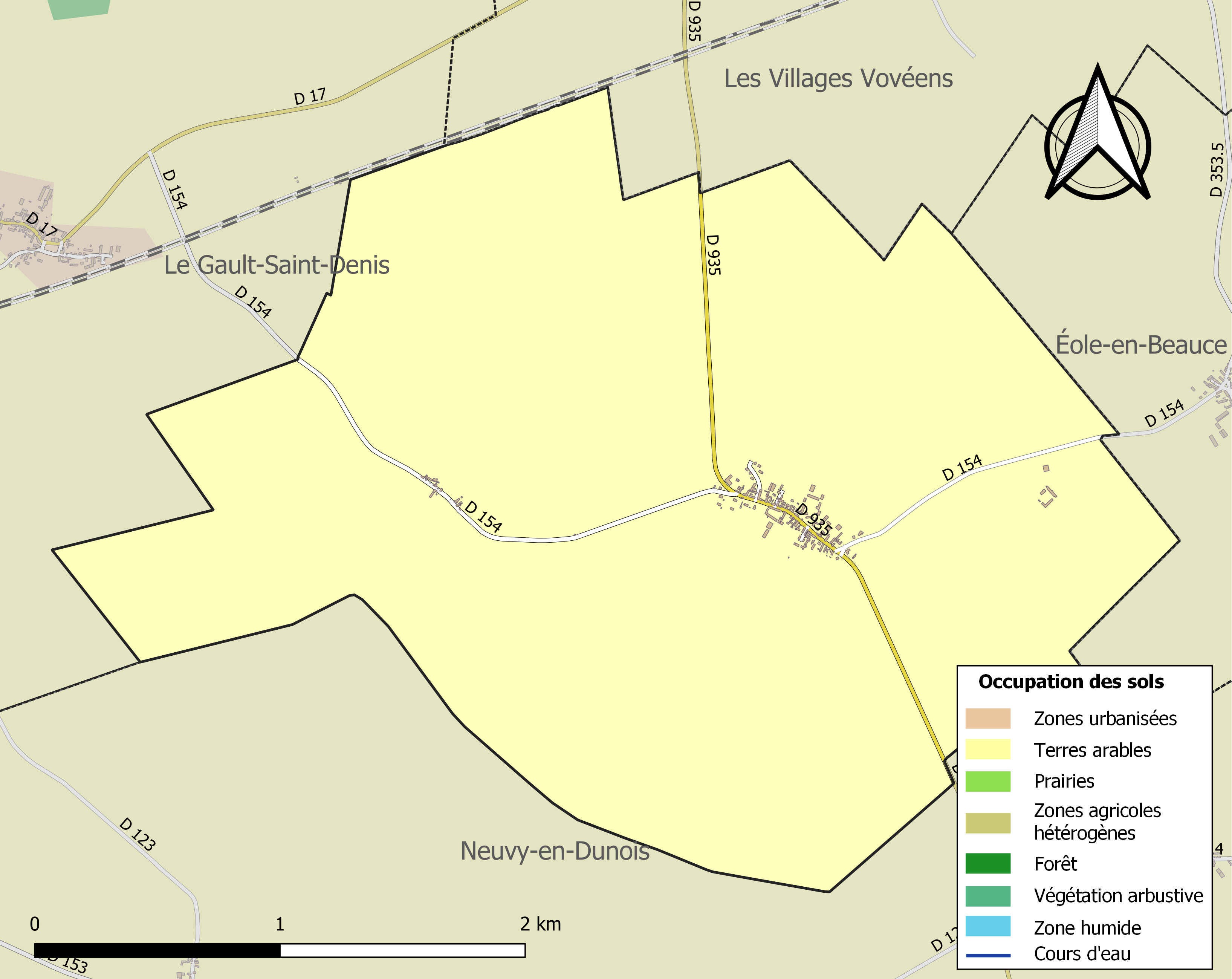
Carte des infrastructures et de l'occupation des sols de la commune en 2018 (CLC).

### Risques majeurs
Le territoire de la commune de Villars est vulnérable à différents aléas naturels : météorologiques (tempête, orage, neige, grand froid, canicule ou sécheresse), inondations, mouvements de terrains et séisme (sismicité très faible). Il est également exposé à un risque technologique, le transport de matières dangereuses. Un site publié par le BRGM permet d'évaluer simplement et rapidement les risques d'un bien localisé soit par son adresse soit par le numéro de sa parcelle.

#### Risques naturels
Certaines parties du territoire communal sont susceptibles d’être affectées par le risque d’inondation par débordement de cours d'eau, notamment la Foussarde. La commune a été reconnue en état de catastrophe naturelle au titre des dommages causés par les inondations et coulées de boue survenues en 1999,.

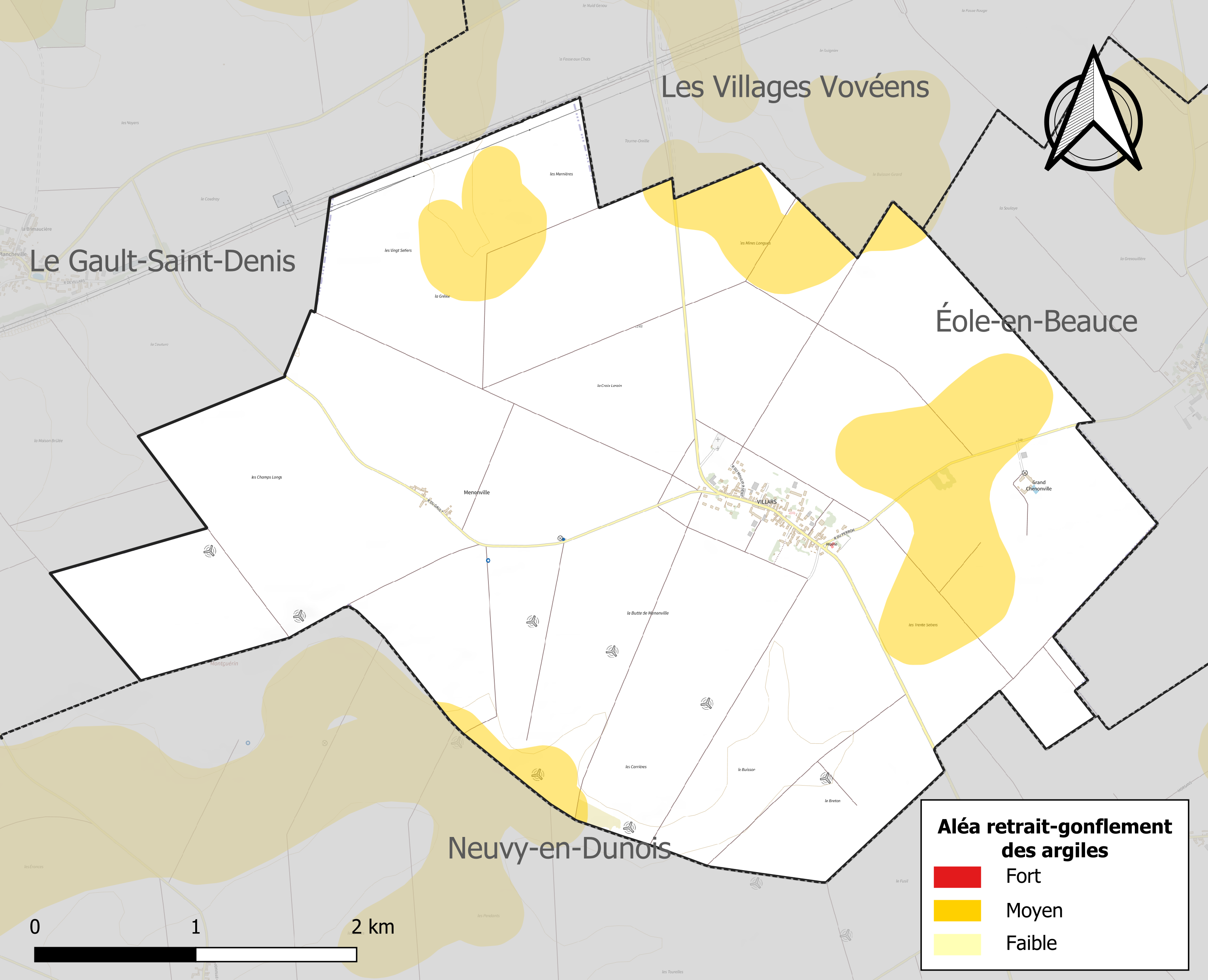
Carte des zones d'aléa retrait-gonflement des sols argileux de Villars.

Les mouvements de terrains susceptibles de se produire sur la commune sont des affaissements et effondrements liés aux cavités souterraines. L'inventaire national des cavités souterraines permet de localiser celles situées sur la commune.
Le retrait-gonflement des sols argileux est susceptible d'engendrer des dommages importants aux bâtiments en cas d’alternance de périodes de sécheresse et de pluie. 14,3 % de la superficie communale est en aléa moyen ou fort (52,8 % au niveau départemental et 48,5 % au niveau national). Sur les 75 bâtiments dénombrés sur la commune en 2019, 0 sont en aléa moyen ou fort, soit 0 %, à comparer aux 70 % au niveau départemental et 54 % au niveau national. Une cartographie de l'exposition du territoire national au retrait gonflement des sols argileux est disponible sur le site du BRGM,.
Concernant les mouvements de terrains, la commune a été reconnue en état de catastrophe naturelle au titre des dommages causés par des mouvements de terrain en 1999.

#### Risques technologiques
Le risque de transport de matières dangereuses sur la commune est lié à sa traversée par des infrastructures routières ou ferroviaires importantes ou la présence d'une canalisation de transport d'hydrocarbures. Un accident se produisant sur de telles infrastructures est en effet susceptible d’avoir des effets graves au bâti ou aux personnes jusqu’à 350 m, selon la nature du matériau transporté. Des dispositions d’urbanisme peuvent être préconisées en conséquence.

## Toponymie
Villars, 1206-1767 (Archives départementales d'Eure-et-Loir-G 136) ; Vilois, 1215 (Cartulaire du Grand-Beaulieu) ; Terras apud Villosium, 17 décembre après 1256 (Obituaires de Sens, t. 2, p. 113) ; Villosium, 1260 (Archives départementales d'Eure-et-Loir-G, chapitre Notre-Dame de Chartres) ; Villaisyum, 1349 (Archives départementales d'Eure-et-Loir-G 907) ; Villays ou Villars, 1355 (Bibliothèque nationale de France- Manuscrits Latin 10.097 Registre de l’Église de Chartres) ; Unum modium terre site apud Villasium, 11 janvier vers 1350 (Obituaire de Sens, t. 2, p. 128) ; Villars, septembre 1473 (Archives nationales-JJ 195, n° 910, fol. 214 v°) ; Villars en Beauce, 6 juillet 1475 (Archives nationales-JJ 195, n° 1450, fol. 330 v°) ; Villars, 1740 (Bibliothèque municipale d’Orléans, Ms 995, fol. 259) ; Villars, XVIIIe siècle (Carte de Cassini).
Bas latin villaris ou villare, parfois villarium, adjectif pris substantivement, désigne une dépendance ou un écart de la villa, domaine rural. Dès le VIIe siècle, ce mot devint synonyme de villa, domaine rural ; d’où le sens de : domaine rural isolé, village qui dépend du chef-lieu de la paroisse (FEW, XIV, 450a). Villarem ou villare aboutit régulièrement en français ligérien à viler ou vilier, écrit dès le IXe siècle viller ou villier, par réaction étymologique, ou villars et villiers, par attraction des finales en ars.

## Politique et administration

### Liste des maires
| Période                                  | Période  | Identité       | Étiquette | Qualité              |
| ---------------------------------------- | -------- | -------------- | --------- | -------------------- |
| mars 2001                                | 2008     | Claude Martin  |           |                      |
| 2008                                     | 2020     | Jacky Guédou   | SE        | Agriculteur retraité |
| 2020                                     | En cours | Claude Billaud |           |                      |
| Les données manquantes sont à compléter. |          |                |           |                      |

## Population et société

### Démographie
L'évolution du nombre d'habitants est connue à travers les recensements de la population effectués dans la commune depuis 1793. Pour les communes de moins de 10 000 habitants, une enquête de recensement portant sur toute la population est réalisée tous les cinq ans, les populations de référence des années intermédiaires étant quant à elles estimées par interpolation ou extrapolation. Pour la commune, le premier recensement exhaustif entrant dans le cadre du nouveau dispositif a été réalisé en 2005.

En 2022, la commune comptait 180 habitants, en évolution de +5,26 % par rapport à 2016 (Eure-et-Loir : −0,23 %, France hors Mayotte : +2,11 %).
| 1793 | 1800 | 1806 | 1821 | 1831 | 1836 | 1841 | 1846 | 1851 |
| ---- | ---- | ---- | ---- | ---- | ---- | ---- | ---- | ---- |
| 264  | 219  | 221  | 256  | 270  | 255  | 264  | 280  | 294  |

| 1856 | 1861 | 1866 | 1872 | 1876 | 1881 | 1886 | 1891 | 1896 |
| ---- | ---- | ---- | ---- | ---- | ---- | ---- | ---- | ---- |
| 278  | 281  | 290  | 273  | 260  | 233  | 224  | 216  | 217  |

| 1901 | 1906 | 1911 | 1921 | 1926 | 1931 | 1936 | 1946 | 1954 |
| ---- | ---- | ---- | ---- | ---- | ---- | ---- | ---- | ---- |
| 248  | 220  | 215  | 191  | 200  | 187  | 191  | 191  | 183  |

| 1962 | 1968 | 1975 | 1982 | 1990 | 1999 | 2005 | 2006 | 2010 |
| ---- | ---- | ---- | ---- | ---- | ---- | ---- | ---- | ---- |
| 167  | 141  | 122  | 100  | 114  | 112  | 127  | 128  | 155  |

| 2015 | 2020 | 2022 | - | - | - | - | - | - |
| ---- | ---- | ---- | - | - | - | - | - | - |
| 172  | 171  | 180  | - | - | - | - | - | - |

## Économie

### Parc éolien Neuvy-Villars
En 2009, huit turbines Vestas V90/3000, d'une puissance nominale de 3 MW chacune, sont mises en service sur les communes de Villars et Neuvy-en-Dunois par EDF Énergies Nouvelles, développant une puissance totale de 24 MW.

## Culture locale et patrimoine

### Lieux et monuments

#### Église Notre-Dame
L'église Notre-Dame, d'époque romane, est composée d'une nef unique terminée par une abside en hémicycle. Elle présente sur son mur sud un cadran solaire dont les heures sont en chiffres romains et la devise est : « Tu vois ta dernière sans la connaître ».
L'église adhère à l'Association églises ouvertes en Eure-et-Loir.

L'église Notre-Dame
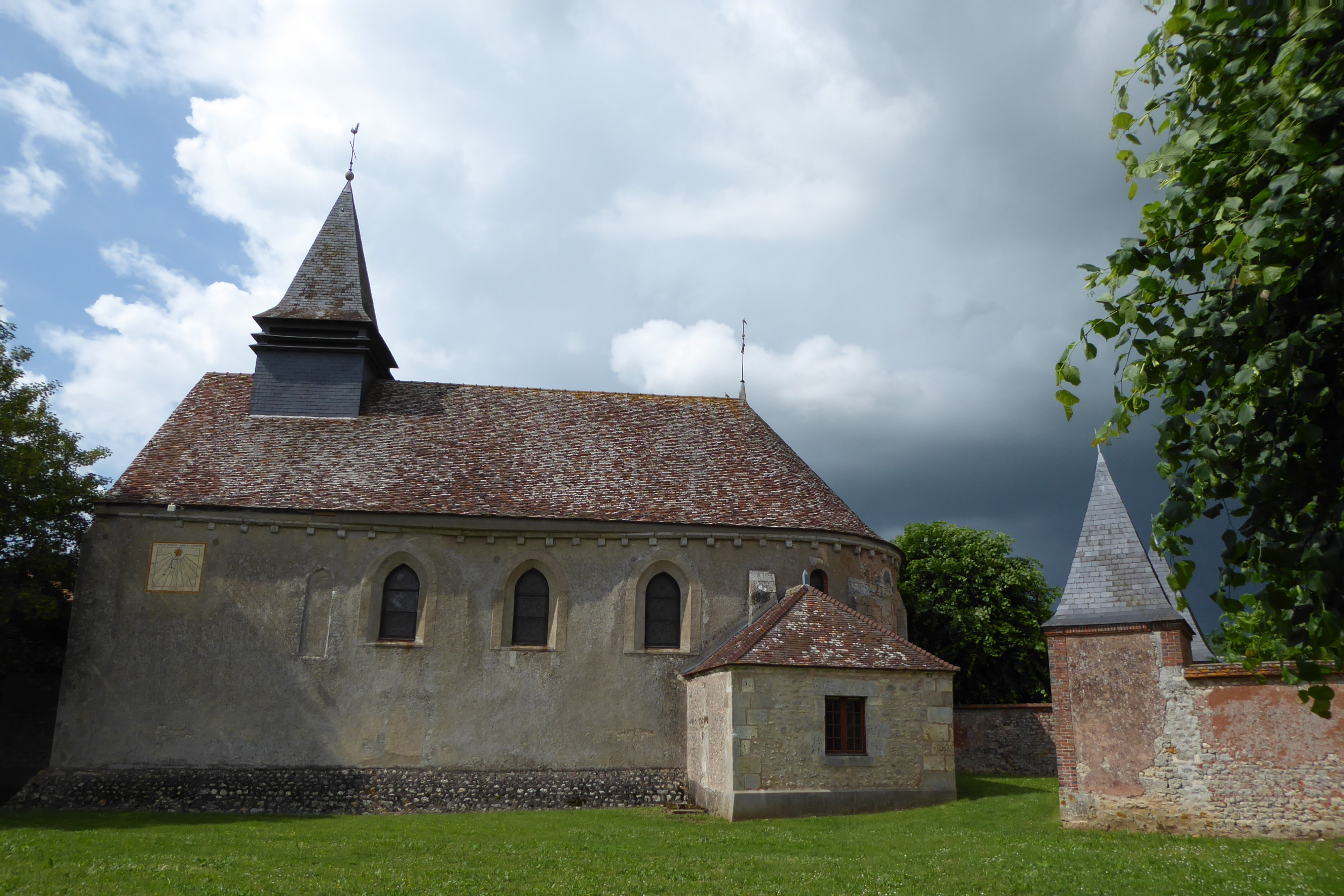
Façade sud et sacristie.
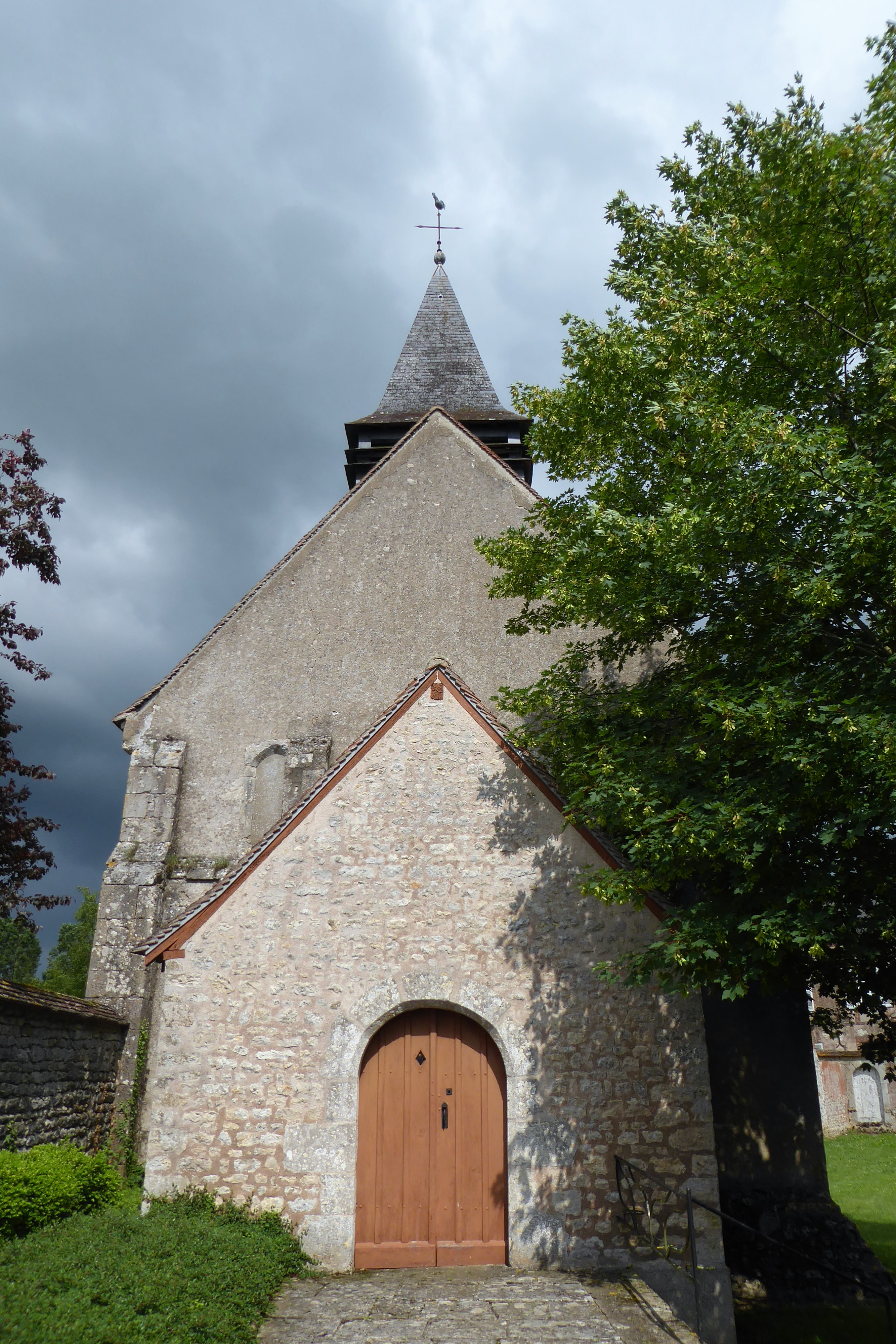
Porche dit caquetoire.
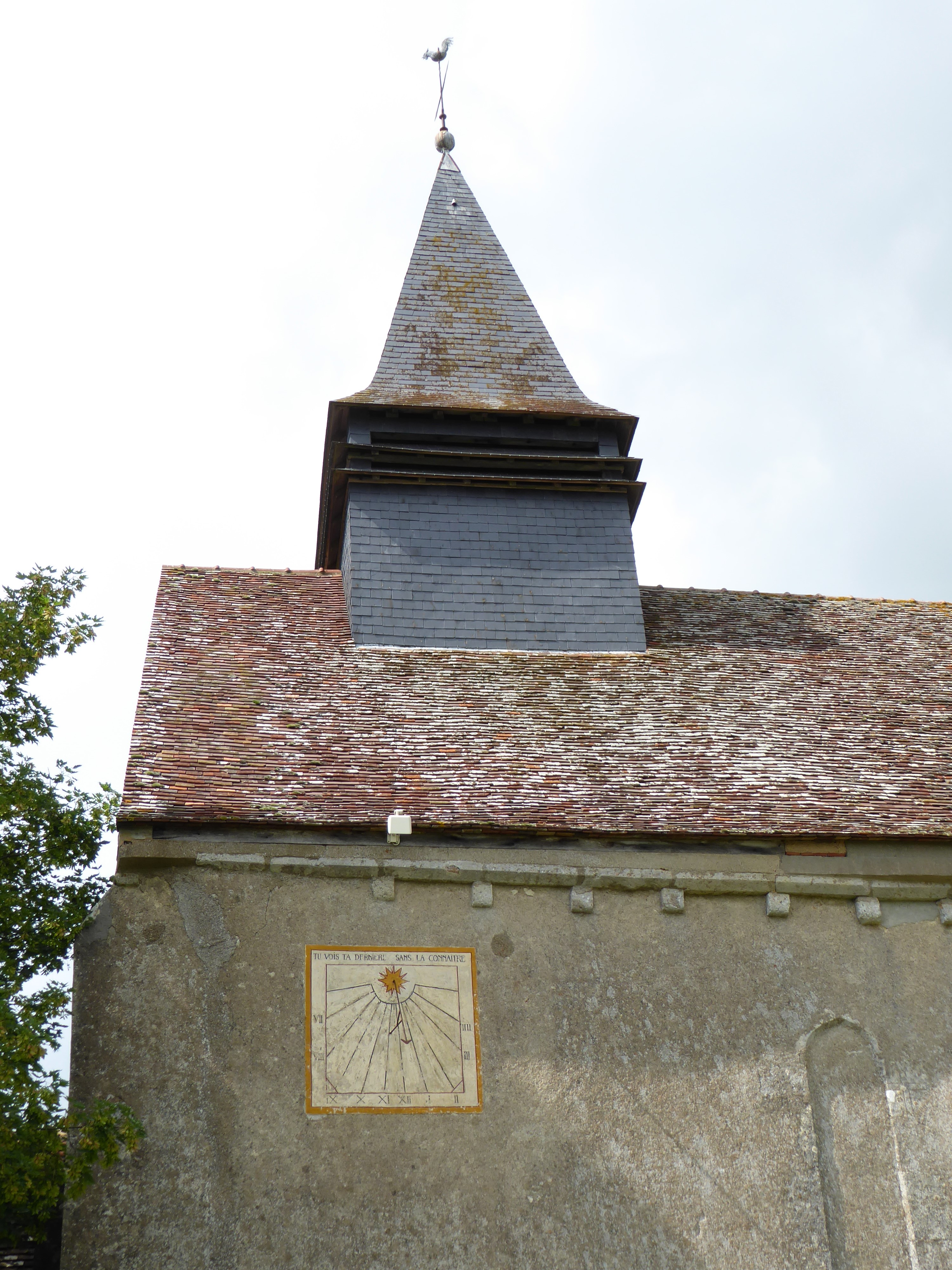
Cadran solaire.